# Jean-Bosco Nsengimana
Jean Bosco Nsengimana (4 de noviembre de 1993) es un ciclista profesional ruandés que compite con el equipo Java-Inovotec Pro Team.

## Palmarés
2014
- 2.º en el Campeonato de Ruanda Contrarreloj

2015
- 2.º en el Campeonato de Ruanda Contrarreloj
- Tour de Ruanda, más 3 etapas

2016
- 1 etapa del Tour de Camerún
- 1 etapa del Gran Premio de Chantal Biya

2017
- 3.º en el Campeonato de Ruanda Contrarreloj
- 3.º en el Campeonato de Ruanda en Ruta
- 1 etapa del Tour de Ruanda

2018
- 2.º en el Campeonato Africano Contrarreloj
- 2.º en el Campeonato de Ruanda Contrarreloj

2019
- 2.º en el Campeonato de Ruanda Contrarreloj

2022
- 3.º en el Campeonato Africano Contrarreloj